# Giải thưởng Cầu thủ bóng rổ xuất sắc nhất NBA
Giải thưởng Cầu thủ bóng rổ xuất sắc nhất NBA (MVP) là giải thưởng thường niên của Giải bóng rổ Nhà nghề Mỹ trao từ năm 1955–56 để vinh danh các cầu thủ xuất sắc nhất mùa giải. Cầu thủ dành giải thưởng sẽ nhận được cúp Maurice Podoloff, được đặt theo tên của ủy viên hội đồng NBA đầu tiên (sau đó là Chủ tịch) từng cống hiến cho sự phát triển của bóng rổ suốt từ năm 1946 đến 1963.|group=lower-alpha}} Cho đến mùa giải 1979–80, MVP vẫn được chọn bởi phiếu bầu của cầu thủ NBA, nhưng kể từ mùa giải 1980–81, nó được quyết định bởi một nhóm các chuyên gia thể thao và các đài phát thanh truyền hình trên khắp Hoa Kỳ và Canada.
Mỗi thành viên của hội đồng bỏ phiếu sẽ lựa chọn các vị trí xếp hạng từ nhất đến năm. Mỗi phiếu bầu cho hạng nhất tương đương 10 điểm, hạng nhì là 7 điểm, hạng ba 5 điểm, hạng tư 3 điểm và hạng năm tương đương 1 điểm. Bắt đầu từ năm 2010, lá phiếu được người hâm mộ bỏ thông qua bỏ phiếu trực tuyến. Cầu thủ nào có tổng điểm cao nhất sẽ giành giải thưởng. Cho đến tháng 6 năm 2019, cầu thủ hiện đang nắm giữ giải thưởng là Giannis Antetokounmpo của Milwaukee Bucks.
Cầu thủ giành được giải thưởng này đủ điều kiện vinh danh trong Đại sảnh danh vọng bóng rổ Đài tưởng niệm Naismith. Cho đến nay, Kareem Abdul-Jabbar vẫn là vận động viên có số lần dành danh hiệu nhiều nhất với 6 lần. Ông cũng là cầu thủ duy nhất cho đến nay dành được giải thưởng này mà câu lạc bộ chủ quản không được tham dự vòng play-off, đó là trong mùa giải 1975–76.

## Danh sách
| ^              | Biểu thị cầu thủ bóng rổ vẫn còn thi đấu tại NBA                            |
| *              | Được vinh danh tại Đại sảnh danh vọng bóng rổ Đài tưởng niệm Naismith       |
| dagger         | Cầu thủ có đội chủ quản giành chức vô địch năm đó                           |
| Cầu thủ (X)    | Biểu thị lần giành danh hiệu tại thời điểm đó                               |
| Câu lạc bộ (X) | Biểu thị số lần mà một vận động viên của câu lạc bộ dành được danh hiệu này |

| Mùa     | Cầu thủ                  | Vị trí                 | Quốc tịch | Câu lạc bộ                |
| ------- | ------------------------ | ---------------------- | --------- | ------------------------- |
| 1955–56 | Bob Pettit*              | Tiền phong chính       | Hoa Kỳ    | St. Louis Hawks           |
| 1956–57 | Bob Cousy*               | Hậu vệ dẫn bóng        | Hoa Kỳ    | Boston Celtics            |
| 1957–58 | Bill Russell*            | Trung phong            | Hoa Kỳ    | Boston Celtics (2)        |
| 1958–59 | Bob Pettit* (2)          | Tiền phong chính       | Hoa Kỳ    | St. Louis Hawks (2)       |
| 1959–60 | Wilt Chamberlain*        | Trung phong            | Hoa Kỳ    | Philadelphia Warriors     |
| 1960–61 | Bill Russell* (2)        | Trung phong            | Hoa Kỳ    | Boston Celtics (3)        |
| 1961–62 | Bill Russell* (3)        | Trung phong            | Hoa Kỳ    | Boston Celtics (4)        |
| 1962–63 | Bill Russell* (4)        | Trung phong            | Hoa Kỳ    | Boston Celtics (5)        |
| 1963–64 | Oscar Robertson*         | Hậu vệ dẫn bóng        | Hoa Kỳ    | Cincinnati Royals         |
| 1964–65 | Bill Russell* (5)        | Trung phong            | Hoa Kỳ    | Boston Celtics (6)        |
| 1965–66 | Wilt Chamberlain* (2)    | Trung phong            | Hoa Kỳ    | Philadelphia 76ers        |
| 1966–67 | Wilt Chamberlain* (3)    | Trung phong            | Hoa Kỳ    | Philadelphia 76ers (2)    |
| 1967–68 | Wilt Chamberlain* (4)    | Trung phong            | Hoa Kỳ    | Philadelphia 76ers (3)    |
| 1968–69 | Wes Unseld*              | Trung phong/Tiền phong | Hoa Kỳ    | Baltimore Bullets         |
| 1969–70 | Willis Reed*             | Trung phong            | Hoa Kỳ    | New York Knicks           |
| 1970–71 | Lew Alcindor*            | Trung phong            | Hoa Kỳ    | Milwaukee Bucks           |
| 1971–72 | Kareem Abdul-Jabbar* (2) | Trung phong            | Hoa Kỳ    | Milwaukee Bucks (2)       |
| 1972–73 | Dave Cowens*             | Trung phong            | Hoa Kỳ    | Boston Celtics (7)        |
| 1973–74 | Kareem Abdul-Jabbar* (3) | Trung phong            | Hoa Kỳ    | Milwaukee Bucks (3)       |
| 1974–75 | Bob McAdoo*              | Tiền phong chính       | Hoa Kỳ    | Buffalo Braves            |
| 1975–76 | Kareem Abdul-Jabbar* (4) | Trung phong            | Hoa Kỳ    | Los Angeles Lakers        |
| 1976–77 | Kareem Abdul-Jabbar* (5) | Trung phong            | Hoa Kỳ    | Los Angeles Lakers (2)    |
| 1977–78 | Bill Walton*             | Trung phong            | Hoa Kỳ    | Portland Trail Blazers    |
| 1978–79 | Moses Malone*            | Trung phong            | Hoa Kỳ    | Houston Rockets           |
| 1979–80 | Kareem Abdul-Jabbar* (6) | Trung phong            | Hoa Kỳ    | Los Angeles Lakers (3)    |
| 1980–81 | Julius Erving*           | Tiền phong chính       | Hoa Kỳ    | Philadelphia 76ers (4)    |
| 1981–82 | Moses Malone* (2)        | Trung phong            | Hoa Kỳ    | Houston Rockets (2)       |
| 1982–83 | Moses Malone* (3)        | Trung phong            | Hoa Kỳ    | Philadelphia 76ers (5)    |
| 1983–84 | Larry Bird*              | Tiền phong phụ         | Hoa Kỳ    | Boston Celtics (8)        |
| 1984–85 | Larry Bird* (2)          | Tiền phong phụ         | Hoa Kỳ    | Boston Celtics (9)        |
| 1985–86 | Larry Bird* (3)          | Tiền phong phụ         | Hoa Kỳ    | Boston Celtics (10)       |
| 1986–87 | Magic Johnson*           | Hậu vệ dẫn bóng        | Hoa Kỳ    | Los Angeles Lakers (4)    |
| 1987–88 | Michael Jordan*          | Hậu vệ ghi điểm        | Hoa Kỳ    | Chicago Bulls             |
| 1988–89 | Magic Johnson* (2)       | Hậu vệ dẫn bóng        | Hoa Kỳ    | Los Angeles Lakers (5)    |
| 1989–90 | Magic Johnson* (3)       | Hậu vệ dẫn bóng        | Hoa Kỳ    | Los Angeles Lakers (6)    |
| 1990–91 | Michael Jordan* (2)      | Hậu vệ ghi điểm        | Hoa Kỳ    | Chicago Bulls (2)         |
| 1991–92 | Michael Jordan* (3)      | Hậu vệ ghi điểm        | Hoa Kỳ    | Chicago Bulls (3)         |
| 1992–93 | Charles Barkley*         | Tiền phong chính       | Hoa Kỳ    | Phoenix Suns              |
| 1993–94 | Hakeem Olajuwon*         | Trung phong            | Nigeria   | Houston Rockets (3)       |
| 1994–95 | David Robinson*          | Trung phong            | Hoa Kỳ    | San Antonio Spurs         |
| 1995–96 | Michael Jordan* (4)      | Hậu vệ ghi điểm        | Hoa Kỳ    | Chicago Bulls (4)         |
| 1996–97 | Karl Malone*             | Tiền phong chính       | Hoa Kỳ    | Utah Jazz                 |
| 1997–98 | Michael Jordan* (5)      | Hậu vệ ghi điểm        | Hoa Kỳ    | Chicago Bulls (5)         |
| 1998–99 | Karl Malone* (2)         | Tiền phong chính       | Hoa Kỳ    | Utah Jazz (2)             |
| 1999–00 | Shaquille O'Neal*        | Trung phong            | Hoa Kỳ    | Los Angeles Lakers (7)    |
| 2000–01 | Allen Iverson*           | Hậu vệ ghi điểm        | Hoa Kỳ    | Philadelphia 76ers (6)    |
| 2001–02 | Tim Duncan*              | Tiền phong chính       | Hoa Kỳ    | San Antonio Spurs (2)     |
| 2002–03 | Tim Duncan* (2)          | Tiền phong chính       | Hoa Kỳ    | San Antonio Spurs (3)     |
| 2003–04 | Kevin Garnett*           | Tiền phong chính       | Hoa Kỳ    | Minnesota Timberwolves    |
| 2004–05 | Steve Nash*              | Hậu vệ dẫn bóng        | Canada    | Phoenix Suns (2)          |
| 2005–06 | Steve Nash* (2)          | Hậu vệ dẫn bóng        | Canada    | Phoenix Suns (3)          |
| 2006–07 | Dirk Nowitzki            | Tiền phong chính       | Đức       | Dallas Mavericks          |
| 2007–08 | Kobe Bryant*             | Hậu vệ ghi điểm        | Hoa Kỳ    | Los Angeles Lakers (8)    |
| 2008–09 | LeBron James^            | Tiền phong phụ         | Hoa Kỳ    | Cleveland Cavaliers       |
| 2009–10 | LeBron James^ (2)        | Tiền phong phụ         | Hoa Kỳ    | Cleveland Cavaliers (2)   |
| 2010–11 | Derrick Rose^            | Hậu vệ dẫn bóng        | Hoa Kỳ    | Chicago Bulls (6)         |
| 2011–12 | LeBron James^ (3)        | Tiền phong phụ         | Hoa Kỳ    | Miami Heat                |
| 2012–13 | LeBron James^ (4)        | Tiền phong phụ         | Hoa Kỳ    | Miami Heat (2)            |
| 2013–14 | Kevin Durant^            | Tiền phong phụ         | Hoa Kỳ    | Oklahoma City Thunder     |
| 2014–15 | Stephen Curry^           | Hậu vệ dẫn bóng        | Hoa Kỳ    | Golden State Warriors (2) |
| 2015–16 | Stephen Curry^ (2)       | Hậu vệ dẫn bóng        | Hoa Kỳ    | Golden State Warriors (3) |
| 2016–17 | Russell Westbrook^       | Hậu vệ dẫn bóng        | Hoa Kỳ    | Oklahoma City Thunder (2) |
| 2017–18 | James Harden^            | Hậu vệ ghi điểm        | Hoa Kỳ    | Houston Rockets (4)       |
| 2018–19 | Giannis Antetokounmpo^   | Tiền phong chính       | Hy Lạp    | Milwaukee Bucks (4)       |
| 2019–20 | Giannis Antetokounmpo^   | Tiền phong chính       | Hy Lạp    | Milwaukee Bucks (5)       |
| 2020–21 | Nikola Jokić^            | Trung phong            | Serbia    | Denver Nuggets            |
| 2021–22 | Nikola Jokić^ (2)        | Trung phong            | Serbia    | Denver Nuggets (2)        |
| 2022–23 | Joel Embiid^             | Trung phong            | Cameroon  | Philadelphia 76ers (7)    |
| 2023–24 | Nikola Jokić^ (3)        | Trung phong            | Serbia    | Denver Nuggets (3)        |

## Cầu thủ
| Số lần | Cầu thủ               | Câu lạc bộ                                         | Năm                                |
| ------ | --------------------- | -------------------------------------------------- | ---------------------------------- |
| 6      | Kareem Abdul-Jabbar   | Milwaukee Bucks (3) / Los Angeles Lakers (3)       | 1971, 1972, 1974, 1976, 1977, 1980 |
| 5      | Bill Russell          | Boston Celtics                                     | 1958, 1961, 1962, 1963, 1965       |
| 5      | Michael Jordan        | Chicago Bulls                                      | 1988, 1991, 1992, 1996, 1998       |
| 4      | Wilt Chamberlain      | Philadelphia Warriors (1) / Philadelphia 76ers (3) | 1960, 1966, 1967, 1968             |
| 4      | LeBron James          | Cleveland Cavaliers (2) / Miami Heat (2)           | 2009, 2010, 2012, 2013             |
| 3      | Moses Malone          | Houston Rockets (2) / Philadelphia 76ers (1)       | 1979, 1982, 1983                   |
| 3      | Larry Bird            | Boston Celtics                                     | 1984, 1985, 1986                   |
| 3      | Magic Johnson         | Los Angeles Lakers                                 | 1987, 1989, 1990                   |
| 2      | Bob Pettit            | St. Louis Hawks                                    | 1956, 1959                         |
| 2      | Karl Malone           | Utah Jazz                                          | 1997, 1999                         |
| 2      | Tim Duncan            | San Antonio Spurs                                  | 2002, 2003                         |
| 2      | Steve Nash            | Phoenix Suns                                       | 2005, 2006                         |
| 2      | Stephen Curry         | Golden State Warriors                              | 2015, 2016                         |
| 2      | Giannis Antetokounmpo | Milwaukee Bucks                                    | 2019, 2020                         |

## Câu lạc bộ
| Số lần | Câu lạc bộ                                                      | Năm                                                        |
| ------ | --------------------------------------------------------------- | ---------------------------------------------------------- |
| 10     | Boston Celtics                                                  | 1957, 1958, 1961, 1962, 1963, 1965, 1973, 1984, 1985, 1986 |
| 8      | Los Angeles Lakers                                              | 1976, 1977, 1980, 1987, 1989, 1990, 2000, 2008             |
| 6      | Philadelphia 76ers                                              | 1966, 1967, 1968, 1981, 1983, 2001                         |
| 6      | Chicago Bulls                                                   | 1988, 1991, 1992, 1996, 1998, 2011                         |
| 4      | Houston Rockets                                                 | 1979, 1982, 1994, 2018                                     |
| 4      | Milwaukee Bucks                                                 | 1971, 1972, 1974, 2019                                     |
| 3      | San Antonio Spurs                                               | 1995, 2002, 2003                                           |
| 3      | Phoenix Suns                                                    | 1993, 2005, 2006                                           |
| 3      | Golden State Warriors (bao gồm cả tên cũ Philadelphia Warriors) | 1960, 2015, 2016                                           |
| 2      | St. Louis Hawks                                                 | 1956, 1959                                                 |
| 2      | Utah Jazz                                                       | 1997, 1999                                                 |
| 2      | Cleveland Cavaliers                                             | 2009, 2010                                                 |
| 2      | Miami Heat                                                      | 2012, 2013                                                 |
| 2      | Oklahoma City Thunder                                           | 2014, 2017                                                 |
| 1      | Cincinnati Royals                                               | 1964                                                       |
| 1      | Baltimore Bullets (1963–1973)                                   | 1969                                                       |
| 1      | New York Knicks                                                 | 1970                                                       |
| 1      | Buffalo Braves                                                  | 1975                                                       |
| 1      | Portland Trail Blazers                                          | 1978                                                       |
| 1      | Minnesota Timberwolves                                          | 2004                                                       |
| 1      | Dallas Mavericks                                                | 2007                                                       |